# Connor Burns
Connor Burns (Newbury, 6 de enero de 1998) es un jugador profesional inglés de rugby que se desempeña en la posición de fullback.

## Carrera
En 2021, se unió al equipo Utah Warriors (2021-2023), después pasó a Miami Sharks, disputando la Major League Rugby hasta la desaparición del club en 2025. 